# Н
Das En (Н und н) ist ein Buchstabe des kyrillischen Alphabets. Es stellt den Laut /n/ dar. Folgt auf das En ein ь, stellt das den Laut /nʲ/ dar. Zwar sieht das En genauso aus wie das lateinische H, allerdings leitet sich der Buchstabe vom griechischen Ny ab. 

## Zeichenkodierung
| Standard  | Standard    | Majuskel Н                 | Minuskel н               |
| --------- | ----------- | -------------------------- | ------------------------ |
| Unicode   | Codepoint   | U+041D                     | U+043D                   |
| Unicode   | Name        | CYRILLIC CAPITAL LETTER EN | CYRILLIC SMALL LETTER EN |
| UTF-8     | UTF-8       | D0 9D                      | D0 BD                    |
| XML/XHTML | dezimal     | &#1053;                    | &#1085;                  |
| XML/XHTML | hexadezimal | &#x041D;                   | &#x043D;                 |